# Carl Johnson (calciatore)
Carl Wilhelm Ferdinand Johnson (Gävle, 18 settembre 1892 – Tampa, 15 febbraio 1970) è stato un calciatore statunitense, di origini svedesi, di ruolo centrocampista.

## Carriera

### Club
Ha sempre giocato nel campionato statunitense.

### Nazionale
Ha partecipato alle Olimpiadi del 1924.